# Dekadence (literatura)

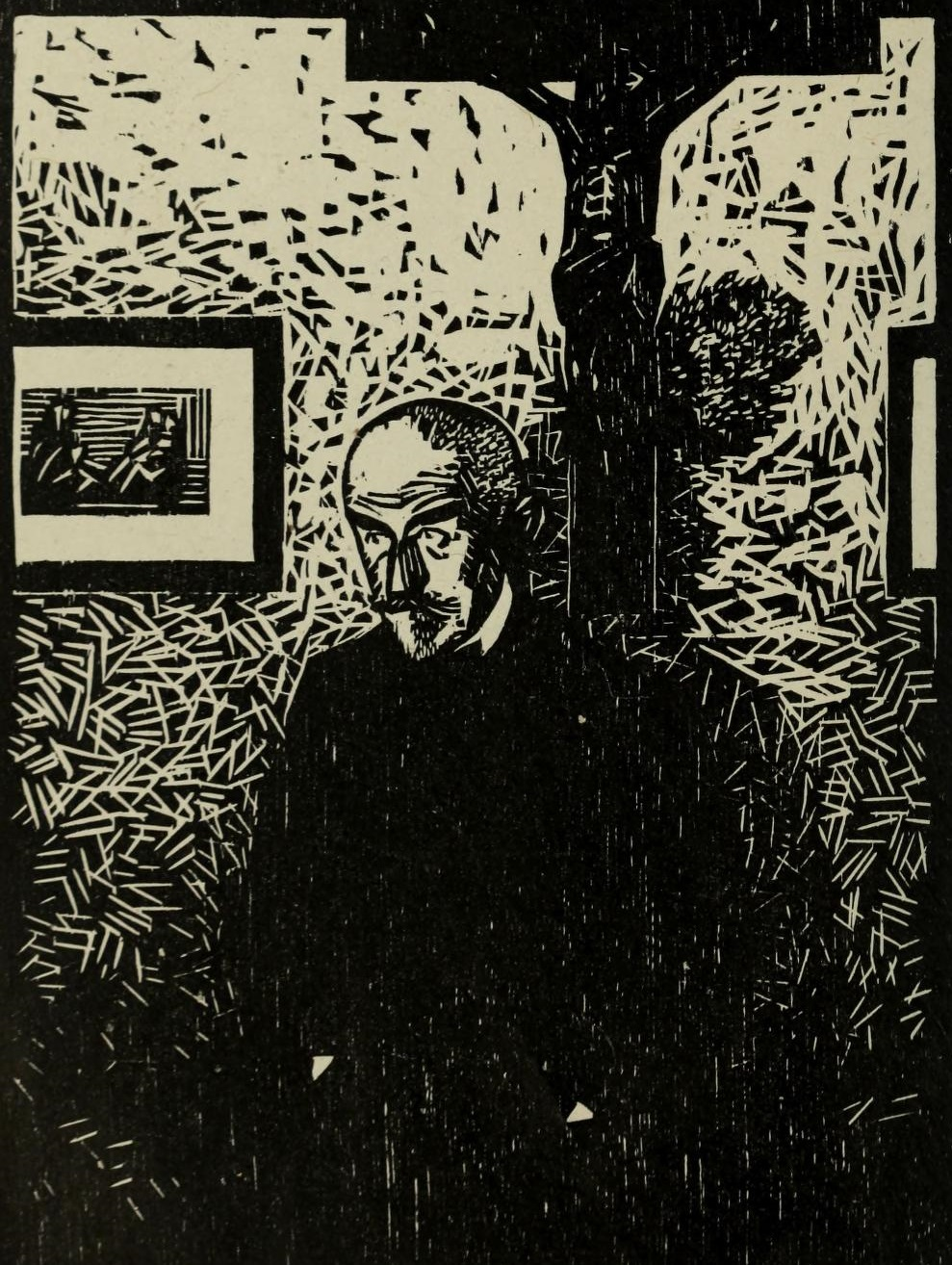
Joris Karl Huysmans, autor románu Naruby (1884), označovaného za nejdůležitější dílo literární dekadence

Pojem dekadence se v literatuře užívá pro označení jednoho ze směrů literárního modernismu, rozšířeného v evropských literaturách na přelomu 19. a 20. století, v období fin de siècle. Přestože tvoří literární dekadence nejvýraznější proud dekadence jako uměleckého a kulturního směřování, vzhledem k dobové oblibě spojování více druhů umění jsou důležité také její vazby na ostatní umělecké druhy, zejména na výtvarné umění. V širším smyslu však může být jako dekadentní popsáno jakékoliv literární dílo vnímané jako úpadkové, bez společenské funkce či přímo protispolečenské – pojem přitom může sloužit jako hanlivý odsudek, ale také neutrální označení.
Dekadentní texty přelomu 19. a 20. století kladly důraz na individualitu, dokonalost, umělost a rafinovanost, čisté umění vytvářené pro umění samo (lartpourlartismus), aristokratičnost a neobvyklou sexualitu, ale také tragickou lásku, osamění, šílenství, degeneraci a smrt. Významnou roli hrálo náboženství a mystika – mnozí významní dekadentní umělci se obraceli k vypjatým podobám katolicismu nebo byli fascinováni satanismem, kulty pohanských božstev či okultními učeními.
Dekadentní literatura byla publikována především ve francouzském kulturním okruhu: klíčovým autorem byl Joris-Karl Huysmans s románem Naruby, ale také Jean Lorrain, Remy de Gourmont či spisovatelka Rachilde. V britském prostředí vynikli obzvláště Oscar Wilde a Algernon Charles Swinburne. Největším jménem polské dekadence se stal Stanisław Przybyszewski. K významným českým osobnostem literární dekadence patřili Arnošt Procházka, Jiří Karásek ze Lvovic, Karel Hlaváček či Arthur Breisky; částí svého díla se k dekadenci zařadil také Stanislav Kostka Neumann.

## Charakteristika
Je-li pojem chápán obecněji, lze jako dekadentní popsat jakoukoliv disharmonickou a disonantní literaturu spojenou s úpadkem nebo pocity zmaru a zoufalství. Literární vědec Jaroslav Med uvedl, že tyto prvky je možné hledat v pozdní antice, baroku, romantismu či dalších obdobích až do současnosti – například u Hölderlinově poezii, v Goethově Utrpení mladého Werthera (1774) či v Byronově Childe Haroldově pouti (1812).
V užším smyslu byla dekadence výraznou součástí literárního modernismu konce 19. století a začátku 20. století, někdy bývá označována za radikální křídlo či pól moderny. Společně s ostatními modernistními směry se ostře stavěla proti realistickým postupům, přičemž ji fascinovala abnormalita, chorobnost, telepatie, hypnotismus, magie, okultismus a podobná témata. V centru literárního směru stála touha uniknout z všednosti a nudy života prostřednictvím textu do slavné, tajemné minulosti nebo do vzdálených a exotických orientálních říší; dekadentní autoři přitom propojovali nejrůznější pověsti a tradice. Významnou roli hrálo také sexuální a drogové opojení.

### Vztah k ostatním směrům
Dekadence měla velmi blízko k ostatním dobovým směrům, zejména k symbolismu, proto se někdy hovoří o dekadentním symbolismu. Otto M. Urban charakterizoval dekadenci jako protnutí dvou protikladných směrů, symbolismu (s jeho duchem umění) a naturalismu (s jeho patologií těla). V době rozkvětu dekadentní literatury bývala někdy ztotožňována s modernismem vůbec. Bohuslav Chaloupka ve stati Budoucí umění (1894) popsal dekadenci jako vyjádření dobového intelektuálního zemdlení a radikální syntézu myšlenek 19. století; vřadil do ní i oblasti a směry jako symbolismus, impresionismus, novoromantismus, okultismus a další. Podle Jaroslava Meda pojem symbolismus vznikl jako náhrada pejorativního označení dekadence a dekadentní tvůrcové se v širokém proudu symbolismu posléze rozplynuli.
V některých aspektech navazovali dekadentní spisovatelé na dědictví literárního romantismu, popřípadě na dobový novoromantismus – šlo především o zvýšený důraz na jedince, tematizaci milostného citu a fascinaci smrtí a krásou. V některých bodech se však od romantického vidění světa výrazně odchýlili, především v otázce přírody a přirozenosti. Dekadentní díla oslavují umělost a schopnost člověka přirozený řád věcí narušit či zcela obrátit.

### Náboženství a nadpřirozeno

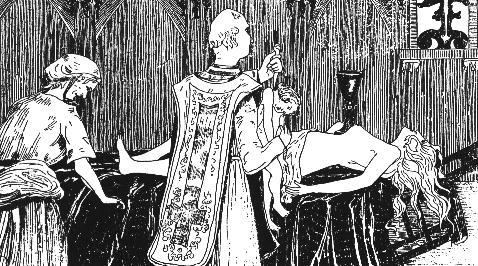
Vyobrazení černé mše, autor Henry de Malvost, vytvořeno v roce 1895 pro knihu Le Satanisme et la Magie (Satanismus a magie)

Běžně se objevujícím rysem dekadentního myšlení bylo upnutí ke katolicismu s jeho mučednictvím, rituály a honosnou estetikou. Objevovalo se ale také naopak radikální popření křesťanských idejí, příklon k pohanství nebo satanismu či fascinace exotickými nebo starobylými božstvy a kulty. K dekadentnímu „duchovnímu eskapismu“ lze dále přiřadit zálibu v mystice, okultismu či rosekruciánství.
Četní dekadentní spisovatelé alespoň část svého života prožili jako katolíci. Ve Francii se k římskokatolické církvi obrátil Joris-Karl Huysmans, v českém prostředí si katolickým obdobím prošel Jiří Karásek ze Lvovic. Četné byly přestupy dekadentů ke katolické víře v Anglii. Kromě Oscara Wildea, známého svou konverzí na smrtelné posteli, se z tohoto okruhu ke katolicismu přiklonili například Alfred Douglas, Lionel Johnson, Frederick Rolfe či Renée Vivienová, básník John Gray se dokonce stal knězem. Tomuto fenoménu se věnoval mimo jiné Ellis Hanson ve studii Dekadence a katolicismus (Decadence and Catholicism, 1997). Protože byl v Anglii viktoriánského období katolicismus v obecných představách tak jako tak spojen s pohanstvím a homosexualitou, obrat ke katolicismu byl podle Ellise přirozeným krokem pro dekadenty, kteří chtěli naplnit své méně společensky přijímané erotické touhy.
Obzvláště ve Francii byla na sklonku 19. století rozšířená fascinace uctíváním ďábla a černou magií. Léo Taxil publikoval pod jménem Dr. Bataille mystifikační zápisky Ďábel v 19. století (Le Diable au XIXe siècle, 1892). V tomto díle, rozsáhlém a neobyčejně populárním, popsal údajnou činnost a rituály satanistů ve Francii i ve světě. Dekadentní spisovatel Joris-Karl Huysmans satanistickou tematiku využil v úspěšném románu Tam dole (1891), v němž se mimo jiné věnoval sukubátu či černé mši.

### Sexualita a poměr k ženám

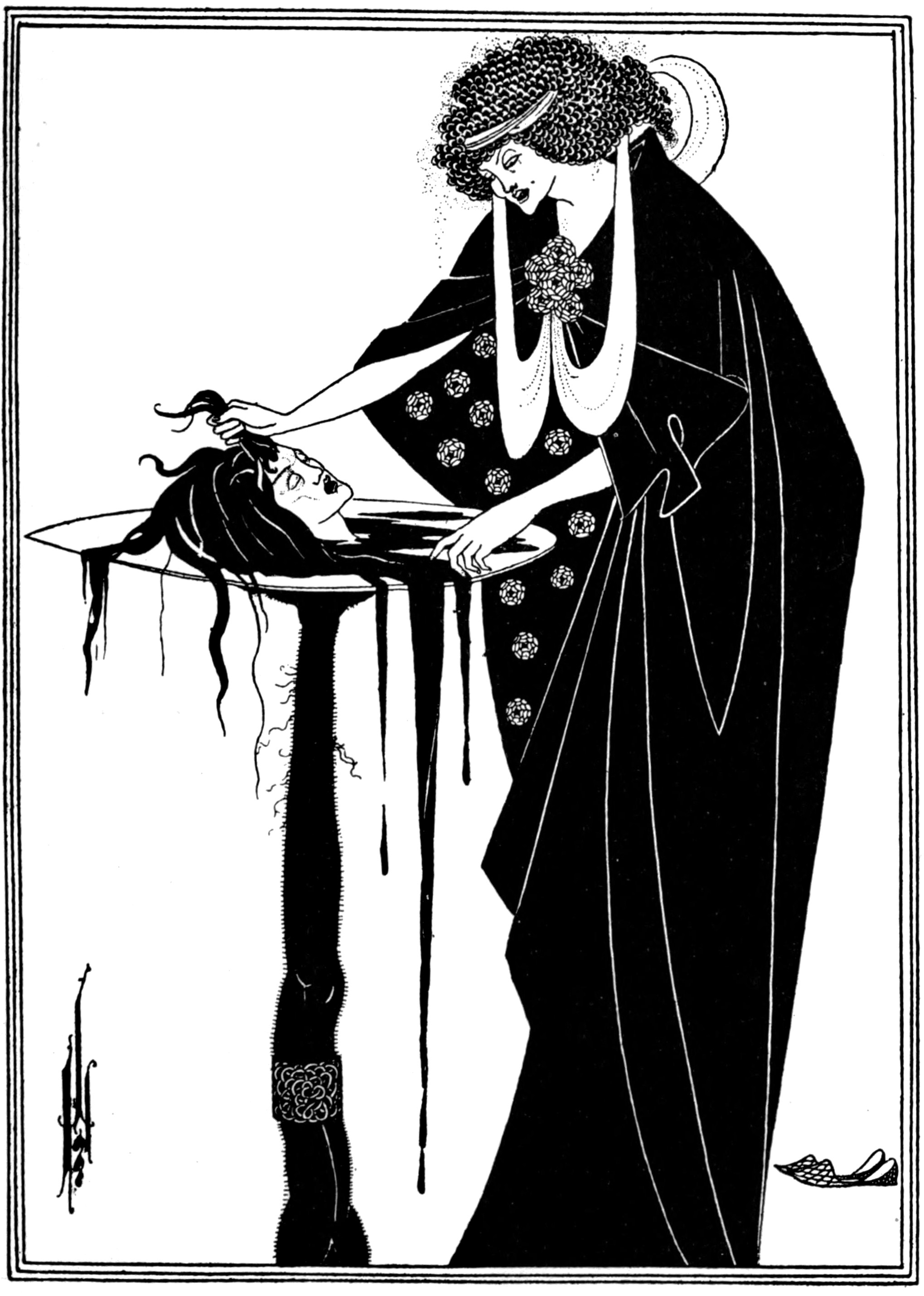
Ilustrace k Wildeově divadelní hře Salomé, autorem vyobrazení je Aubrey Beardsley

Dekadentní texty často zpracovávaly neobvyklé formy sexuality. Zájem o sexuální „perverze“ vzrostl v 80. a 90. let také s rozvojem sexuologie, díky kterému se do popředí veřejného zájmu dostala témata jako fetišismus, hysterie či mužská a ženská homosexualita. Výrazný vliv měla například Psychopathia sexualis (1886) Richarda von Krafft-Ebing, naznačující spojení neobvyklé sexuality s dědičností a degenerací.

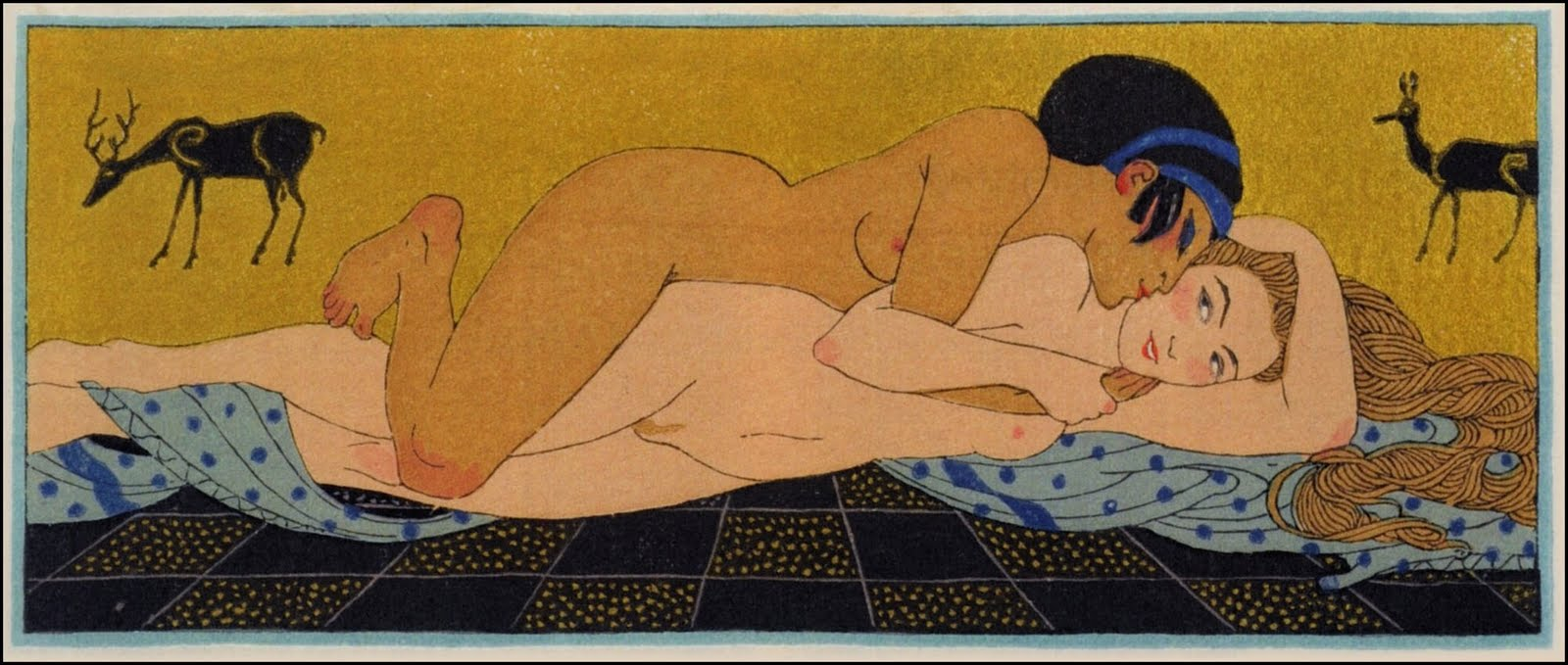
Ilustrace k Louÿsovým Písním Bilitiným, sbírce dekadentní erotické poezie, autor kresby George Barbier, 1922

Až na výjimečné případy je konstantou dekadentních textů – psaných téměř výhradně muži – protagonistův ambivalentní vztah k ženám. Žena bývá idealizována a vnímána pygmalionsky jako dokonalé umělecké dílo, jehož je hrdina tvůrcem a zároveň obětí; současně však může být žena pojímána jako krutá nebo sadistická bytost. Nebezpečné ženské postavy ohrožující submisivního protagonistu se objevují například v Louÿsově pornografickém lesbickém románu Afrodita (Aphrodite, 1896) nebo v dramatu Lilith (1892) Remyho de Gourmont, zobrazujícím sodomii a bestialitu v Rajské zahradě. Uchvacující postavou byla pro dekadenty biblická Salome, svou ženskou svůdností a současně překračováním genderových rolí; její příběh zpracoval na konci 19. století Gustave Flaubert v povídce „Herodias“ (1877), ale také Oscar Wilde v dramatu Salomé (1891). Ještě výraznější obracení genderových rolí je možné pozorovat v textech francouzské spisovatelky Rachilde, například v románech Monsieur Vénus (Pan Venuše, 1884) či La Marquise de Sade (Markýza de Sade, 1887).

### Estetismus
Důležitou součástí dekadentních teorií je estetismus, tedy antipozitivistická představa výlučného umění, které není ovlivňováno všední realitou a zároveň na ni žádným způsobem nepůsobí. Čisté, absolutní umění je vytvářeno pro umění samo (v rámci lartpourlatismu, z francouzského „l'art pour l'art“, umění pro umění) a pojí se s kultem Individua a Krásy. Dekadence se přitom mohla přiklánět k modernímu pojetí (ve smyslu estetiky a etiky jako dvou naprosto nezávislých a nesouměřitelných oblastí) či k romantickému pojetí (ve smyslu nastolení ideálů krásy a estetiky na původní místo pravdy a morálky). V českém prostředí rozpracoval tyto teze především Arnošt Procházka.

### Diletantismus
Ačkoliv v současné běžné mluvě znamená diletantismus především povrchní, neodborný a často neobratný přístup, dekadentní myšlení jej vnímalo odlišně. Pojem „dilettante“ označoval původně člověka milujícího hudbu, později osobu se širokým polem zájmů a zálib. Charles Baudelaire spojoval diletantismus s všeobecným rozhledem a hlubokou láskou ke kráse; Théophile Gautier tuto službu kráse spojoval také s dokonalým zvládnutím uměleckého řemesla. Na konci 19. století se pak zformovaly dva protikladné postoje. Spisovatel a kritik Paul Bourget chápal diletantismus jako schopnost vciťovat se do jiného a myslet v souladu s mnoha různými a protikladnými hledisky, a tudíž nemožnost cokoliv jednoduše tvrdit. Tato schopnost, typická pro osoby v pozdních a složitých civilizacích, byla podle Bourgeta způsobem pěstování a kultivování sama sebe, byť vposledku spojená s nebezpečím ztráty pevných názorů a vůle k činu. Joris-Karl Huysmans naopak diletantismus odsuzoval jakožto stádní přijímání jakéhokoliv umění, nechápavý eklekticismus a promiskuitu v obdivu. Místo toho nacházel ideál v kritickém posuzování a hlubokém vztahu k uměleckým dílům, které mělo vést k jejich vášnivému přijímání či odmítání.

## Dekadence v národních literaturách

### Česko

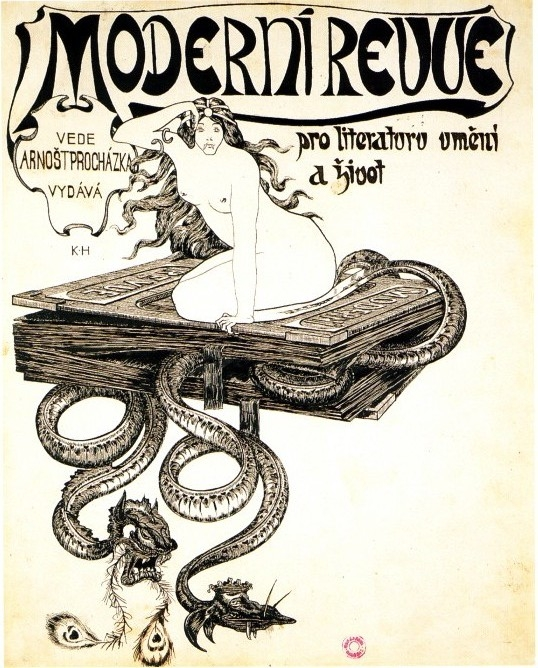
Titulní list Moderní revue, časopisu zveřejňujícího dekadentní texty

K nástupu dekadence jako směru přispěl kromě zahraničních vlivů (v první řadě francouzských) také Julius Zeyer (Šalda nazval prologem české dekadence jeho díla Tři legendy o krucifixu (1885), Jan Maria Plojhar (1891) a Dům u Tonoucí hvězdy (1896)) a česká intimní a osobní lyrika sledující pozdní romantickou linii – zejména parnasistní a predekadentní texty. Typickou tvůrkyní je v tomto ohledu Irma Geisslová (1855–1914), autorka sbírky Immortelly (1879). Ve své melancholické poezii využívala četných tragických a bolestných motivů (samota, šílenství, zhrzený cit), byť dosud bez aristokratické stylizace či pózy. Mezi další predekadentní díla se počítají texty Karla Červinky, Jaroslava Kvapila, Jaromíra Boreckého, Otakara Auředníčka, Františka Pečinky a dalších. Těžiště jejich tvorby lze v nejužším slova smyslu umístit těsně před nástup dekadence a datovat jej lety 1888 až 1892.
Česká dekadentní literatura přelomu 19. a 20. století je pak spojena především s počátky časopisu Moderní revue (1894–1925). Kromě vydavatelů Arnošta Procházky a Jiřího Karáska ze Lvovic v něm byli činní také Karel Hlaváček nebo Hugo Kosterka. Časopis svým čtenářům zprostředkoval modernistní impulzy uveřejňováním filosofických textů (například Nietzscheho) a uměleckých prací Baudelairových, Verlainových, Mallarméových, Wildeových, Maeterlinckových, Przybyszewského a dalších.

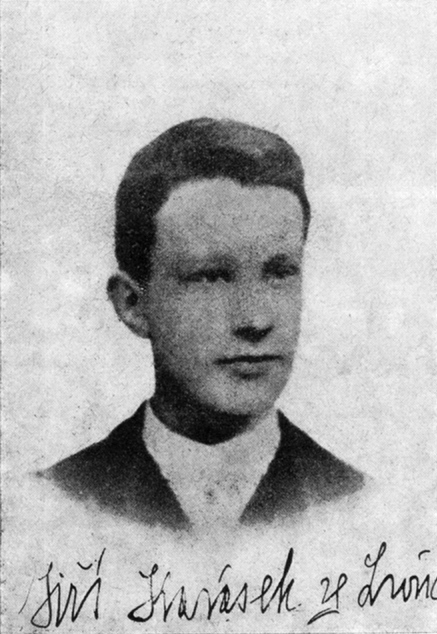
Jiří Karásek ze Lvovic, jeden z nejvýznamnějších představitelů české literární dekadence, fotografie asi z roku 1891

V březnu 1894 uveřejnil Arnošt Procházka (1869–1925), nejvýznamnější teoretik české dekadence, článek „Glosa k dekadenci“. V něm formuloval vidění světa, které měli dekadenti zachycovat ve svých dílech: pocit disharmonie, skepse vůči ubíjející všednosti, na jedné straně nihilismus, ale zároveň vědomí nedosažitelného ideálu dokonalejšího individuálního bytí. V následujících letech publikovali v časopise Rozhledy své reakce František Václav Krejčí, Jan Vorel a František Xaver Šalda. Šalda zpočátku dekadentní myšlení v literatuře podporoval a vnímal ho jako ztělesnění nových individualistických myšlenek, již v létě 1895 však tvorbu české dekadence při kritice románu Stojaté vody odsoudil coby zásadní nepochopení těchto ideálů.
V prosinci roku 1894 vyšla jediná Procházkova básnická sbírka, Prostibolo duše. Zapůsobila jako iniciační a programový text a ovlivnila četné další literáty české moderny. V koncentrované podobě ukázala možnosti, jež tvůrcům nabízela dekadentní poetika: důraz na protiklady a rozkladné síly, sny, osamění, silné vůně (zejména vůni tuberóz), osamělou lásku a erotické motivy (například lesbismus), ale také pocit vyhnanství, satanismus, barbarství, protispolečenské směřování a užití volného verše. Dekadentní ladění prozrazoval i vzhled publikace – neobvyklá typografie a obálka, omezený náklad a skutečnost, že šlo o jednu z prvních českých číslovaných bibliofilií.

K nejvýraznějším a nejplodnějším osobnostem české dekadence se zařadil Jiří Karásek ze Lvovic (1871–1951). Jeho básnické sbírky a prózy se vyznačovaly tematizací aristokratičnosti a snovosti, jak dokazují kupříkladu Zazděná okna (1894), ale také provokativními a erotickými obrazy disharmonického života – sbírka Sodoma (1895) byla dokonce zkonfiskována cenzurou. Dekadentní pocity aristokratického vypravěče vyjádřil v románu Gotická duše (první verze 1900). Ačkoliv krátce experimentoval s volným veršem, psal Karásek předně v tradičních básnických formách, především v sonetech. Literární kritik Arne Novák označil Jiřího Karáska ze Lvovic za prototyp českého dekadenta a zdůraznil jeho zálibu v katolicismu, středověku, hřbitovech a paradoxní sodomitské erotice přecházející až v misogynii, pederastii a sadismus.
Karel Kamínek (1868–1915) navazoval na Karáska a využíval ve své lyrické tvorbě erotických a snových motivů. K jeho dílům se počítá román Hřích (1894) či sbírka povídek Dies irae (1896); do češtiny převedl Przybyszewského prózy. K dalším českým dekadentním spisovatelům patřil Bohuslav Knoesl se svou poezií snově laděnou poezií či Luisa Ziková a Karel Nejč, dva v mladí zesnulí básníci, kteří zachytili pocitů blížící se smrti. Svým dílem se k dekadenci řadí i Karel Hlaváček, rovněž předčasně zemřelý; jmenovat lze sbírku Mstivá kantiléna (1898), zachycující deziluzi a pocity marnosti během povstání nizozemských gézů v 16. století. V některých svých raných básnických knihách (jako Satanova sláva mezi námi, 1897) se k protispolečenským a pohanským polohám dekadence přihlásil též Stanislav Kostka Neumann.
Některé dekadentní prvky (osamělost duše, moc umění, mysticismus) lze hledat také v prvních třech sbírkách symbolisty Otokara Březiny. Okultní a dekadentní prvky zapracovával do svých veršů Josef Šimánek. Dekadentně erotické prózy a básně psal též Louis Křikava; nervové napětí a duševní přecitlivělost tematizovali Jan z Wojkowicz a Vladimír Houdek. Dekadentní obraznost se objevuje v díle Jana Opolského. Mezi české básníky inspirované dekadencí lze dále zařadit Karla Babánka, Alfonse Bresku, Emanuela Lešehrada, Edvarda Klase, Petra Klese, Arnošta Ráže, Karla Teichmanna, Antonína Trýba, Jaroslava Želivu, Valdemara Vyleťala a další. Na počátku 20. století publikoval tři sbírky dekadentních povídek – Cyklus rozkoše a smrti (1907), Cortigiana (1911) a Dravci (1913) – též Miloš Marten, známější jako kritik. Arthur Breisky, představitel českého dandysmu, vydával v první dekádě 20. století dekadentní prózy, eseje a kritiky. V nich hlásal úplné odtržení umění od života a mystifikaci za všech okolností.

### Francie

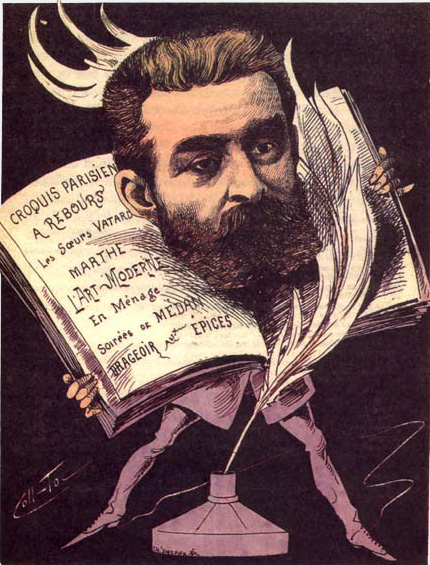
Joris-Karl Huysmans na vyobrazení z roku 1885, karikatura autorské dvojice Coll-Toc

Sklon k využívání dekadentních motivů a postupů se v moderní francouzské literatuře objevuje často. Za autory děl s dekadentními prvky jsou označováni například markýz de Sade, Charles Baudelaire nebo Gustave Flaubert (zejména pro román Salambo) a další. Dekadence jako literární směr v užším slova smyslu nicméně započala až v poslední třetině 19. století, po francouzské porážce v bitvě u Sedanu, a trvala přibližně do konce století.
Samotné označení „dekadenti“ bylo užíváno od 80. let. Maurice Barrès použil tento výraz pro označení tvůrců navazujících na Baudelaira (jako byli Paul Verlaine, Tristan Corbière nebo Stéphane Mallarmé) již v prosinci 1884; a podobná pasáž se objevuje také v Huysmansově románu Naruby z téhož roku. Pro literární směr se nicméně označení dekadence začalo hojněji užívat až od roku 1885, a to především díky pokusu o zesměšnění, když básníci Henri Beauclair a Gabriel Vicaire pod společným pseudonymem „Adoré Floupette, poète décadent“ vytvořili parodii nazvanou Les déliquescences, poèmes décadents (Hniloby, dekadentní básně). Autoři, kteří byli terčem žertu, se ke jménu nicméně okamžitě hrdě přihlásili. Paul Verlaine dokonce podle tvrzení Ernesta Raynauda prohlásil: „Miluji slovo dekadence, celé blýskavé zlatem a purpurem... Dekadence, toť umění krásně umírat.“ Anatol Baju, organizátor dekadentní skupiny, sestavil a publikoval v roce 1887 manifest dekadence a mezi lety 1886 a 1889 vydával časopis Le Décadent. Zpočátku byli mezi dekadenty zahrnováni také básníci, kteří se později začali označovat za symbolisty. Jako dekadenty (Les Décadents) popsal svou básnickou skupinu mimo jiné Jean Moréas v manifestu z roku 1885; o rok později však již dal jednoznačně přednost pojmenování symbolisté. Přestože byly oba směry silně provázané, začaly být od sebe odlišovány; zatímco dekadenti publikovali především v časopisech Le Décadent a Le Scapin, do časopisu Le Symboliste přispívali ponejvíce autoři vnímaní jako symbolisté (například Moréas, Verlaine nebo Mallarmé).

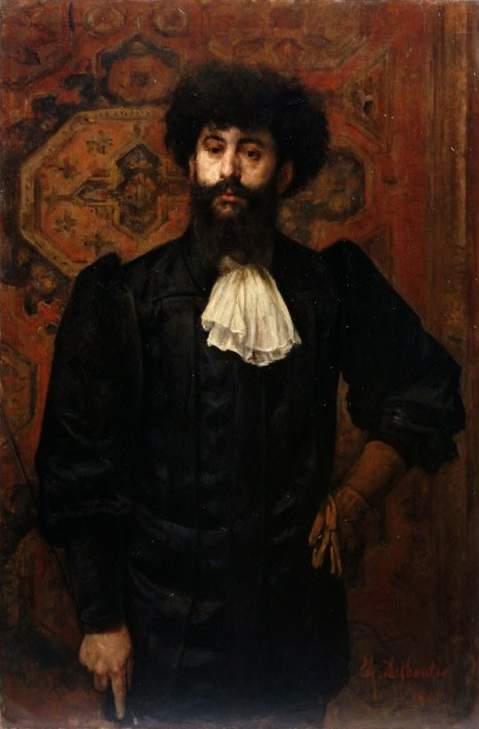
Dekadentní spisovatel a okultista Joséphin Péladan na portrétu z roku 1891, autor malby Marcellin Desboutin

Francouzská dekadence konce století byla především vyvrcholením myšlenkového vývoje, jež započal publikováním Baudelairova eseje Malíř moderního života (Le Peintre de la vie moderne, 1863) a Gautierovy předmluvy k vydání Baudelairových Květů zla (Les Fleurs du Mal) z roku 1868. Byla však také ovlivněna navazováním na prvky z anglické literatury a kultury. Kromě dandysmu, jenž do Francie přišel jako anglická móda již v první polovině 19. století, hrály při utváření francouzské dekadentní literatury významnou roli i další britské impulzy – výtvarná tvorba Prerafaelitů, dílo Thomase de Quincey nebo texty Algernona Charlese Swinburna. Quinceyho Zpověď požívače opia (Confessions of an English Opium-Eater, 1822) byla již v roce 1828 přeložena do francouzštiny Alfredem de Musset; společně s Baudelairovými texty se podepsala pod oblibu opia a dalších eskapistických drog v dekadentní kultuře 80. a 90. let.
Určujícím autorem moderní francouzské dekadence se stal Joris-Karl Huysmans a zejména jeho román Naruby (À rebours, 1884). Protagonista této knihy, Jean Floressas des Esseintes, vykazuje všechny znaky dekadentního antihrdiny: je posledním potomkem starobylého vznešeného rodu, libuje si ve svém zjemnělém vkusu, zženštilosti a dandysmu, trpí hypochondrií a odjíždí z Paříže, aby se v dokonale umělém prostředí svého sídla věnoval hledání estetické a intelektuální dokonalosti. Nejde ani tak o příběh, jako spíše důkladnou studií hrdinových zálib v literatuře, výtvarném umění, květinách a parfémech. K dalším významným Huysmansovým dílům patří například první dokončený román Marta (Marthe, 1876). Již v něm tematizoval útěk od reality k umění a fantazii, když vylíčil poměr básníka k herečce a prostitutce Martě – protože připomíná protagonistovi slavné malby, inspiruje ho k psaní, avšak v konečném důsledku se uměleckým dílům nemůže vyrovnat. Známý je rovněž román Tam dole (Là-Bas, 1891). Vypráví o moderních uctívačích satana, se kterými se hrdina setká poté, co začne zkoumat život Gillese de Rais, sériového vraha dětí z 15. století. V pozdějších textech se pak Huysmans věnoval především přechodu k římskému katolictví.

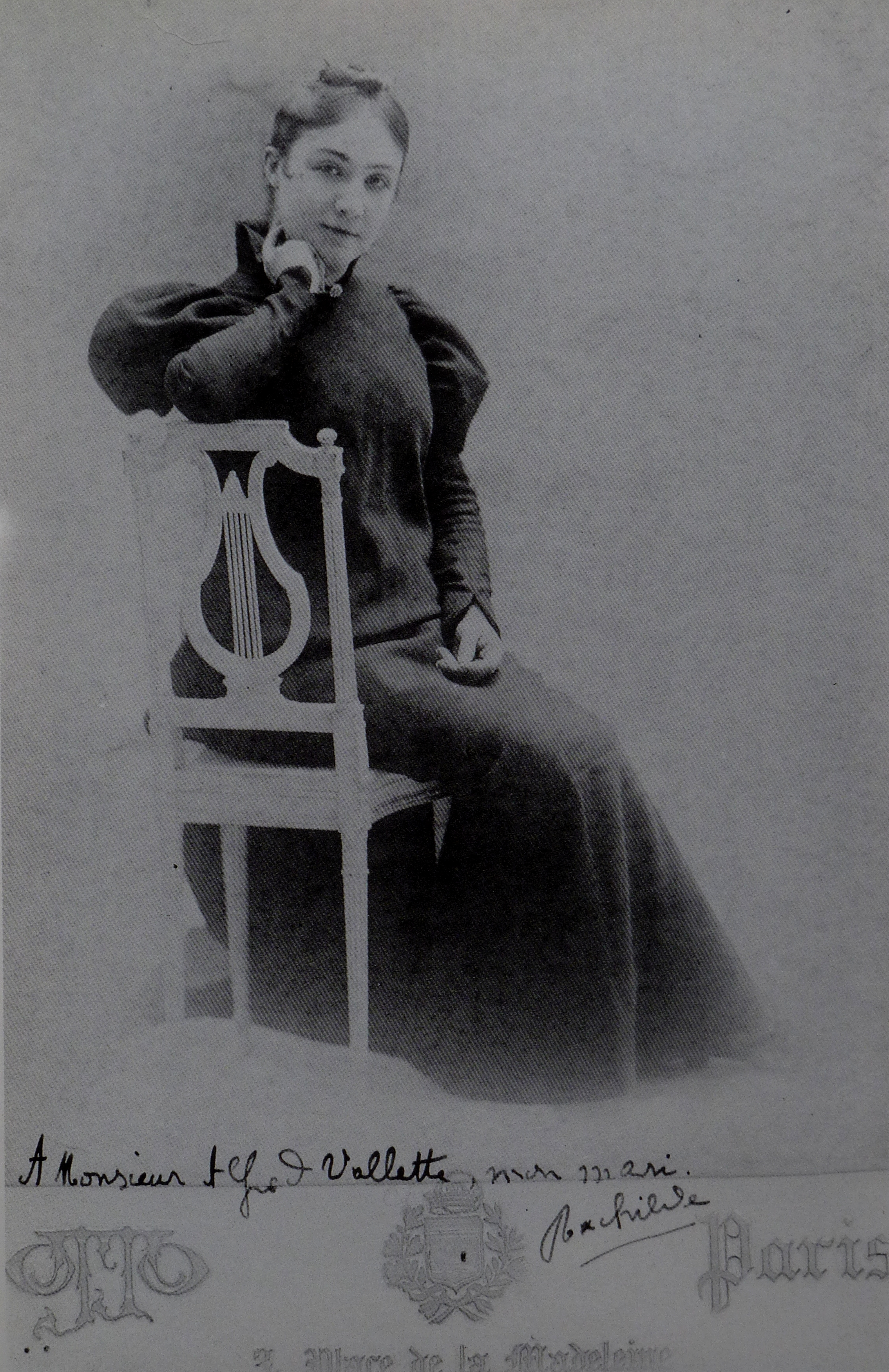
Rachilde, nejvýznamnější francouzská dekadentní spisovatelka konce 19. století, fotografie pořízena Ottou Wegenerem asi v roce 1885

K nejdůležitějším teoretikům literární dekadence patřil romanopisec a kritik Paul Bourget (1852–1935), autor souboru Essais de psychologie cotemporaine (Eseje o současné psychologii, 1880–1883). Zkoumal úpadek evropské společnosti a vzestup individualismu a nihilismu. Chápal však život v této éře jako umělecké privilegium, jež nabízí větší možnosti než tvorba ve společnosti v minulosti, sice zdravější a mravnější, ale intelektuálně a esteticky méně rafinované. Kromě ostatních dekadentních spisovatelů ovlivnil též filosofa Friedricha Nietzscheho. Okultista Joséphin Péladan (1859–1918), podepisující se jako Velký mág Sâr Mérodack J. Péladan, vydal v letech 1884–1900 patnáctidílný románový cyklus La Décadence latine (Latinská dekadence). V něm zaútočil na ateistické a rovnostářské hodnoty Třetí Francouzské republiky, popsal úpadek Evropy a vyjádřil naději, že dojde k vytvoření nové, duchovnější civilizace s pomocí slovanské rasy. Elémir Bourges zachytil odpor k moderní době ve svém prvním románu, Le crépuscule des Dieux (Soumrak bohů, 1884). Jeho dekadentní hrdina, degenerovaný německý aristokrat, ohlašuje apokalyptickou proměnu společnosti a příchod mechanizovaného a materialistického světa bez umění či krásy.
Jednou z mála ženských autorek mezi francouzskými dekadenty se stala Rachilde, vlastním jménem Marguerite Eymeryová; Maurice Barrès jí přezdíval „slečna Baudelairová“ („Mademoiselle Baudelaire“). Pohybovala se v centru literárního života v Paříži a v jejím salónu se scházeli mnozí důležití dekadentní tvůrcové. Ve svých textech, například románech Monsieur Vénus (Pan Venuše, 1884) a La Marquise de Sade (Markýza de Sade, 1887), experimentovala s obrácením genderových rolí. V románu Pan Venuše se květinář Jacques Silvert vdá za hysterika Raoula de Vénérande, čímž prolomí nejen bariéry společensky přijímané sexuality, ale také rozdíl ve společenském postavení obou mužů. Kniha byla krátce po své publikaci v Belgii v roce 1884 zakázána a ve Francii vyšla v upravené podobě až v roce 1889.

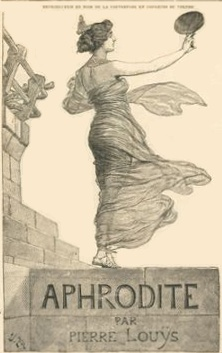
Titulní strana Louÿsovy Afrodity, vydání z roku 1900, ilustrátor Édouard François Zier

Do starší generace autorů řazených k dekadenci patří především Jules Barbey d'Aurevilly (1808–1889), literární kritik, teoretik a praktik dandysmu a spisovatel vyznačující se bohatým slovníkem a popisem luxusu, například v povídkové sbírce Ďábelské novely (Les Diaboliques, 1874). Na jeho tvorbu navázali Auguste Villiers de l'Isle-Adam (1838–1889) a Catulle Mendès (1841–1909). Léon Bloy (1846–1917) je znám jako hluboce věřící katolík, nesmiřitelný sestavovatel pamfletů, esejí, básní a povídek, vyznačujících se často tematizací utrpení a černým humorem – například ve sbírce Nezdvořilé povídky (1894, Histoires désobligeantes). Ostře proticírkevním, antiburžoazním a anarchistickým dekadentem byl naopak Octave Mirbeau (1848–1917), autor četných próz, mimo jiné autobiografického románu Sébastien Roch (1890), v němž popsal zneužívání chlapce v jezuitské škole. Kromě beletristických textů, jejichž tématem často byla sadomasochistická sexualita nebo zločin, se věnoval také žurnalistice, přičemž jeho články se vyznačovaly obzvláštní kritičností a jízlivostí.
Básník a romanopisec Jean Lorrain (1855–1906) patřil k vzhledem ke své otevřeně přiznávané homosexualitě a zálibě v dobrém oblékání, líčení a soubojích k nepřehlédnutelným postavám pařížského veřejného života. Byl závislý na etheru a ve svých dílech často zachycoval drogovým omámením vyvolávané hrůzostrašné vidiny. Jeho nejdůležitějším románem je Monsieur de Phocas (Pan de Phocas, 1901). Remy de Gourmont (1855–1915) si získal pozici důležitého kritika a učence; věnoval se mimo jiné sexuálnímu chování živočichů nebo poezii raného křesťanství. K jeho dílům patří divadelní hra Lilith (1892), román Sixtine (1890) nebo převyprávění pověstí ve sbírce Magické příběhy (Histoires magiques, 1894). Básník Jules Laforgue (1860–1887) sloužil šest let v Berlíně jako francouzský předčítač pro německou císařovnu Augustu Sasko-Výmarskou. Z básnických sbírek, jež stihl během svého krátkého života vydat, vyniká Napodobení naší Paní Luny (L'Imitation de Notre-Dame la Lune, 1886), z prózy pak Legendární morality (Moralités légendaires, 1887).
Vysokého věku se nedožil ani Marcel Schwob (1867–1905), precizní prozaik, který zasazoval své příběhy do starověku, středověku, ale také do nevěstinců a chudobinců moderní Paříže. Ve sbírce Imaginární životy (Vies imaginaires, 1896) zachytil životy četných historických osobností, od velkých jmen antiky (Empedoklés, Lucretius) až k postavám jako Paolo Uccello, italský sochař z 15. století, nebo Cyril Tourneur, anglický dramatik ze 17. století. K mladším dekadentům patřil Pierre Louÿs (1870–1925), původem z Belgie, autor erotických a pornografických textů, z nichž ty nejslavnější jsou zasazeny do prostředí starověku – například sbírka lesbických básní Písně Bilitiny (Les Chansons de Bilitis, 1894) nebo román Afrodita (Aphrodite, 1896).
Mezi další důležité autory patří Albert Aurier, Pierre Vareilles, Miguel Fernandez či Laurent Tailhade. K dekadentním textům lze přiřadit i satiricky laděné práce Jeana Richepina (1849–1926), prózy Gustava Geffroye (1855–1926), ale i některé povídky, jimiž Guy de Maupassant obracel k tématům šílenství, hrůzy nebo fetišismu, kupříkladu „Horla“ („Le Horla“, 1886), „Mrtvé vlasy“ („La Chevelure“, 1884) nebo „Rozvod“ („Divorce“, 1888).

### Anglie

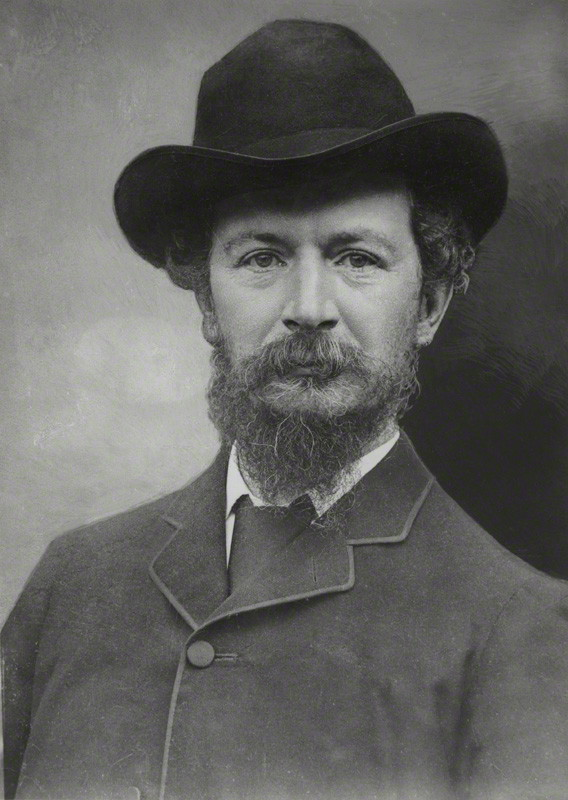
Algernon Charles Swinburne, řazený k esteticismu a dekadenci, snímek z roku 1894

Směrem, který v anglickém prostředí přímo předcházel dekadentnímu hnutí a posléze se do něj prolnul, byl esteticismus. V anglickém prostředí tento pojem chápán nejen jako obecnější způsob myšlení, ale také jako jemu odpovídající konkrétní umělecký směr mezi 60. a 80. lety 19. století. S dekadencí měl mnohé styčné body, zejména lartpourlartismus (umění pro umění), touhu po intenzitě prožitku a odmítání utilitarismu a průmyslové výroby. V 80. letech 19. století však obliba esteticismu v uměleckých a aristokratických vrstvách začala upadat, zejména proto, že vzrostla jeho popularita ve střední třídě, a kromě toho se stal terčem časopiseckých karikatur (zejména v Punchi) a parodických děl. Nové, nadšeně přijímané impulzy přišly do anglické tvorby z Francie – anglický básník Victor Plarr (1863–1929) frankofilní atmosféru konce století v Anglii shrnul výrokem, že na konci 80. let a na začátku 90. let 19. století musel člověk být až absurdně francouzským. Neobyčejný vliv měl zejména Joris Karl Huysmans, klasik francouzské dekadence, vnímaný v Anglii jako tvůrce stojící na hranici esteticismu a naturalismu.

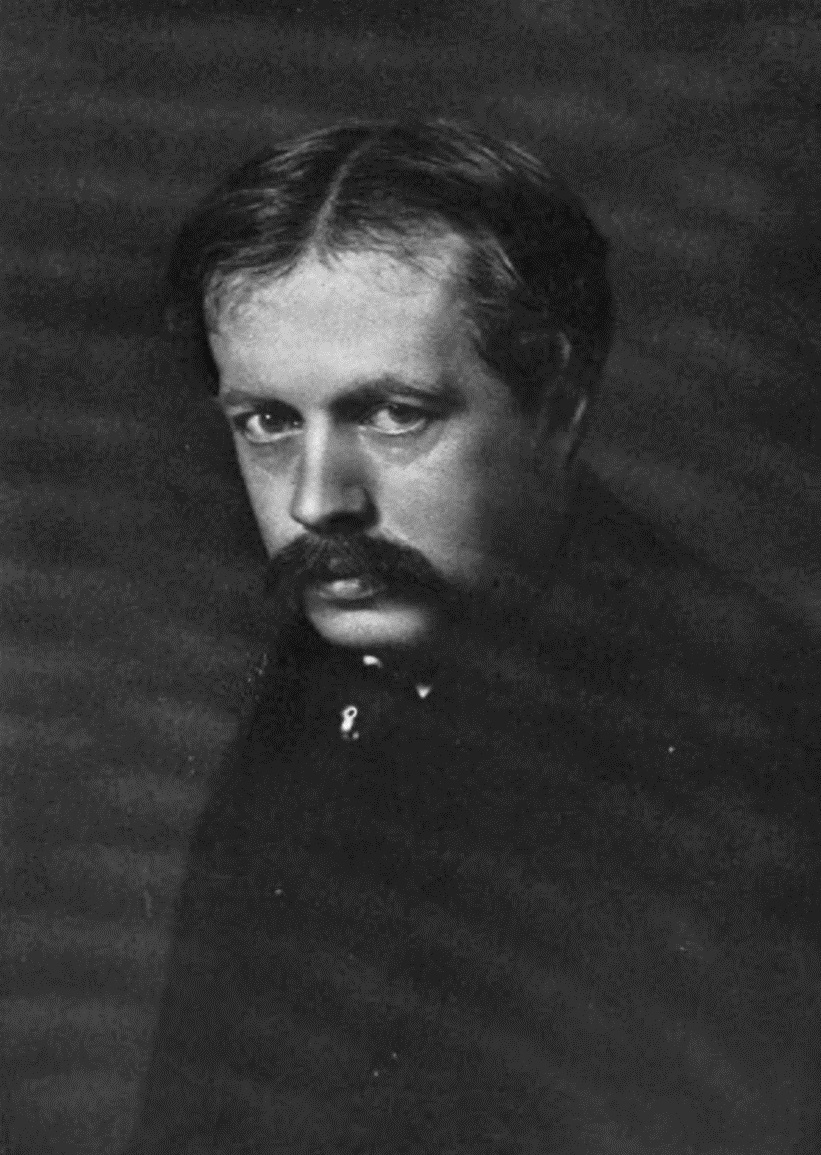
Anglický dekadentní autor Arthur Symons, snímek před rokem 1905

Klíčovými autory, kteří se na vývoji anglické dekadence podepsali, byli Charles Baudelaire, Dante Gabriel Rossetti, Arthur Rimbaud, Paul Verlaine a Guy de Maupassant. Vkus anglických dekadentních autorů byl nicméně poměrně eklektický. Kromě svých přímých uměleckých předchůdců se hlásili také k dílům dobově velmi populárních autorů jako George Meredith nebo Robert Louis Stevenson, které považovali za spojence ve svém zápalu pro literaturu a tažení proti měšťanskému vkusu a morálce. Spíše než dobrodružný děj Stevensonových próz oceňovali jeho precizní styl a bohémský životní styl. Kromě toho bylo dekadentní uvažování nejsilněji ovlivněno dílem Waltera Patera (1839–1894), označovaného za jednoho z nejdůležitějších myslitelů esteticismu. Jeho texty, zejména Renesance: Studie o výtvarném umění a poezii (1873), propagovaly myšlenku umění pro umění a byly východiskem pro většinu dekadentů v Anglii – Oscar Wilde uvedl, že tento soubor studií bere všude s sebou a považuje ji za pravý květ dekadence. V širším slova smyslu bývá Pater přiřazován přímo k dekadenci.
Na rozhraní mezi esteticismem a dekadencí stojí též básník Algernon Charles Swinburne (1837–1909). Jeho básně ze 60. let bývají označovány, někdy spolu s prerafaelitskými díly, za hlavní zdroj anglického estetistického hnutí, jindy je chápán jako dekadent. Swinburnovy verše, k jejichž nejranějším příkladům patří Poems and Ballads (Básně a balady) z roku 1866, jsou charakteristické svým smyslným jazykem a kontroverzními tématy; v básni „Anactoria“ například zachycuje erotickou lásku básnířky Sapfó k jiné ženě. Jeho využívání provokativních básnických postupů – mezi něž patří například kanibalistické a sadomasochistické obrazy, uctívání ďábla či formální výstřednosti jako rýmování homonym – činí text podle názoru některých komentátorů až absurdním. Z pozdějších jeho děl lze jmenovat jeho A Century of Roundel (Století roundelů, 1883), ve kterém představil básnickou formu nazvanou roundel, inspirovanou rondelem a rondeau a starou francouzskou poezií, například dílem Karla Orleánského. Silně protikřesťanské vyznění mají dvě jeho rozsáhlé epické básně zpracovávající látku z artušovských pověstí – Tristram of Lyonesse (Tristram z Lyonesse, 1882) a The Tale of Balen (Balenův příběh, 1896).
Dalším raným tvůrcem, jenž v poezii zužitkovával dekadentní impulzy, byl původem irský autor George Moore (1852–1933). Ve dvou svých raných básnických sbírkách, Flowers of Passion (Květy vášně, 1879) a Pagan Poems (Pohanské básně, 1881) napodobil Baudelairovy práce a věnoval se tématům jako incest, androgynie či lesbismus. George Moore se stal rovněž průkopníkem prózy s dekadentními prvky. V průběhu 80. let sepsal řadu psychologicky laděných románů o různých typech mladých mužů, počínaje svou prozaickou prvotinou A Modern Lover (Moderní milenec, 1883). Silně inspirován byl přitom kromě Huysmansovy tvorby také dílem Waltera Patera.

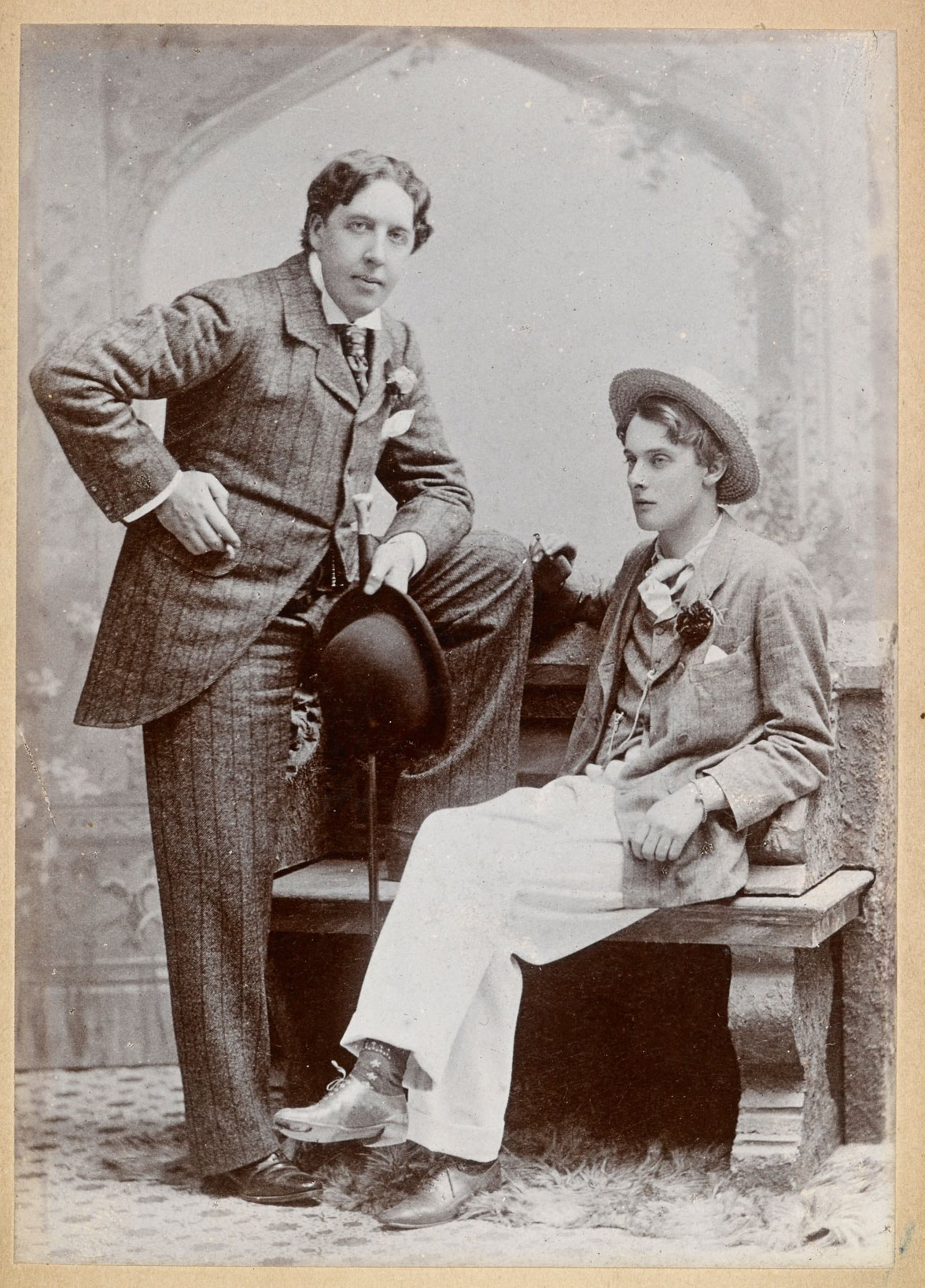
Nejvýznamnější představitel dekadence v Anglii, Oscar Wilde, a jeho milenec, básník a překladatel Alfred Douglas

Na konci 80. let zájem anglické intelektuální veřejnosti o dekadenci zesílil, na čemž měly podíl eseje autorů jako George Moore, Havelock Ellis (1859–1939), Richard de Gallienne (1866–1947), Arthur Symons (1865–1945) či Lionel Johnson (1867–1902). Přelom nicméně představuje zejména úspěšný román Obraz Doriana Graye, poprvé vydaný v roce 1890. Jeho původem irský autor, Oscar Wilde (1854–1900), je počítán i významným reprezentantům esteticismu. Román byl inspirován Huysmansovým Naruby a jeho ústředním tématem je dekadentní představa nadřazenosti umění nad přírodou. Původní verze Obrazu Doriana Graye, vydaná v časopise Lippincott's Monthly Magazine, byla sice kratší, avšak explicitnější a provokativnější svými homoerotickými motivy; v prodloužené verzi z roku 1891 vyšel Wilde vstříc pobouřeným kritikům a širší veřejnosti a mnoho těchto náznaků vypustil, a naopak připojil heterosexuální vedlejší zápletku s herečkou Sibylou Vaneovou. Skutečnost, že byly krátce po sobě vydány dvě odlišné verze, ukazuje podle literárního vědce Dennise Denisoffa na rozpor v britském pojetí dekadence v podobě ochoty mísit francouzské aristokratické vlivy se zjemnělostí měšťanského a konzumeristického typu. Wilde pak i nadále stál v popředí dekadentního hnutí. Mezi jeho úspěšná díla se zařadilo především francouzsky napsaná drama Salomé (1892), využívající prostředí upadajícího království, androgynních postav a scén sexuálního násilí. Překlad do angličtiny pořídil v roce 1894 Wildeův partner Alfred Douglas. Ilustrace pro anglické vydání zajistil významný dekadentně-symbolistický výtvarník Aubrey Beardsley.

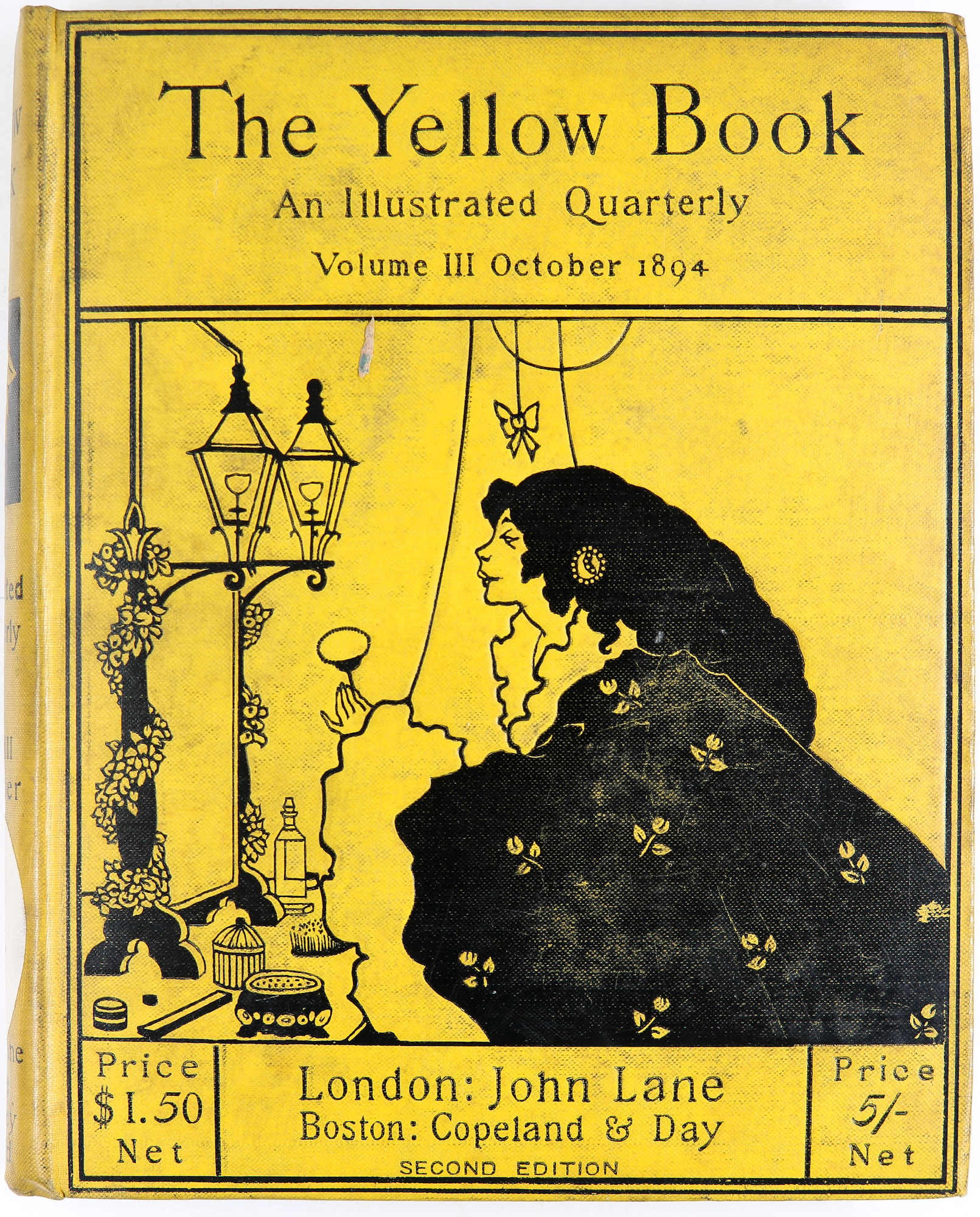
Titulní strana časopisu The Yellow Book, na jehož stránkách se objevila řada anglických dekadentních textů, vydání z října 1894

Podobně jako předtím esteticismus bylo dekadentní hnutí v 90. letech ostře a osobně napadáno kritiky a zesměšňováno v časopisech. Dekadence začala být také někdy používána jako všezahrnující pojem; kromě děl dekadentů v užším slova smyslu uplatňovali někteří kritice výraz také jako označení pro veškerou moderní tvorbu realistickou, naturalistickou, impresionistickou či literaturu spojenou s fenoménem nové ženy. Autorky spojené s tímto proudem měly nicméně k dekadentnímu hnutí osobně blízko a u některých z nich lze část tvorby mezi dekadentní texty zařadit – patří mezi ně mimo jiné Annie Sophie Coryová (1868–1952), Ada Leversonová (1862–1933), Ella D'Arcy (1857–1937), Charlotte Mewová (1869–1928) nebo Netta Syrettová (1865–1943). K dekadenci bývá přiřazována také Violet Pagetová (1856–1935), publikující pod mužským pseudonymem Vernon Lee. Badatelé sice nalézají v jejích textech dekadentní prvky, současně však byla k dekadenci i esteticismu v některých svých textech kritická a její vztah k oběma směrům je popisován jako komplikovaný. V 90. letech v rámci dekadence tvořilo rovněž velké množství méně známých básníků, kromě jiných kupříkladu Theodore Wratislaw (1871–1933). Angličtí dekadenti se podobně jako dekadentní tvůrcové v jiných zemích věnovali do velké míry velkoměstskému prostředí, konkrétně Londýnu. S oblibou však navštěvovali a ve svých textech popisovali také Cornwall, v té době nově dostupný železnicí. Ten chápali jako protiklad civilizovaného města – podivný a divoký venkov, oplývající však pozůstatky dávné historie.
Na šíření dekadentní literatury se v Anglii nejvíce podílelo nakladatelství The Bodley Head, založené v roce 1887 Charlesem Elkinem Matthewsem a Johnem Lanem. Mimo jiné vydávalo v letech 1894 až 1897 literární časopis The Yellow Book. Ten se i za krátkou dobu své existence stal jedním z nejvýznamnějších periodik dekády a kromě děl představitelů dekadence a esteticismu vydával texty také jiných důležitých autorů, například Henryho Jamese nebo Herberta George Wellse. The Yellow Book naplňoval dekadentní ideály i nápadným vzhledem jednotlivých výtisků a publikací dekadentních výtvarných děl. Časopis vzbuzoval neobyčejně negativní reakce v anglickém tisku – deník The Times ho nazval „spojením britské neurvalosti a francouzské kluzkosti“ a deník Westminster Gazette žádal britský parlament, aby jeho vydávání zakázal.
Tažení proti dekadentům vyvrcholilo v roce 1895, kdy byl Oscar Wilde zatčen, odsouzen a uvězněn za sodomii a přečin proti mravopočestnosti. Pád nejvýraznější osobností hnutí a další výpady dobového tisku vedly pak k tomu, že se mnoho dekadentů začalo od směru distancovat. Například Arthur Symons v titulu své chystané knihy výraz „dekadence“ změnil na „symbolismus“; a dekadenci poté začal označovat za pouhé přechodné, napůl nevážně míněné období, které otevřelo dveře právě nástupu symbolismu a jeho důstojnější estetiky. K symbolismu se přihlásil též William Butler Yeats, zatímco četní ostatní členové anglické dekadentní skupiny se pustili do jiných podniků – Arthur Machen do herectví, John Davidson do psaní pro divadlo, M. P. Shiel do psaní populární literatury pro časopisy a Ernest Dowson se poté, co přesídlil do Francie, začal věnovat překladatelství. V následujících letech pak mnoho dekadentů předčasně zemřelo: sebevraždu spáchal Hubert Crackanthorpe (1896) a John Davidson (1909), tuberkulóze podlehli Aubrey Beardsley (1898) a Ernest Dowson (1900) a nešťastný pád ukončil život Lionela Johnsona (1902). Činnost Arthura Symonse přerušilo nervové zhroucení v roce 1908.
V prvních letech 20. století byli angličtí dekadenti dále odsuzováni, zesměšňováni a parodováni, a to často ze strany bývalých přívrženců hnutí – Max Beerbohm například v povídce „Enoch Soames“ (1916) přivedl na scénu typického dekadentního protagonistu, satanistického katolického básníka se zálibou v cigaretách, absintu a francouzštině. V téže době však již v Anglii začala, zejména díky vydaným pamětem Williama Butlera Yeatse a Arthura Symonse a dalších tvůrců, sílit také obnovená záliba v období „Fin de siècle“ a spolu s ní i moderní představa o dekadentech jako zneuznaných „prokletých básnících“, geniálních revolucionářích literatury a aristokratických dandyích žijících bohémským životem.